# Histerectomía
Una histerectomía (del griego ὑστέρα hystera «útero» y εκτομία ektomia «sacar por corte») es la resección quirúrgica del útero (o matriz). Y puede incluir la extirpación completa del cuerpo, el fondo y el cuello uterino, aunque se puede dejar el cuello en algunos casos. La pérdida de útero provoca una futura imposibilidad casi absoluta de anidar el ovocito o huevo fecundado, lo que impide el desarrollo del embrión y posteriormente el feto. Existe un procedimiento quirúrgico que puede recuperar la fertilidad, pero el acceso a él es complicado: trasplante uterino.
Aun perdiéndose el útero, pueden llegar a subsistir los ovarios, lo cual hace posible la fecundación asistida de óvulos y la anidación en el útero de otra mujer. En países como Canadá, México, Israel, India, Rusia, Nueva Zelanda o África del Sur, así como en algunos estados de los Estados Unidos, es legal.[cita requerida]
Esta intervención también se realiza como parte de una cirugía de reasignación genital en hombres trans.

## Indicación clínica
Por lo general esta cirugía se lleva a cabo en pacientes de más de treinta años. Enfermedades que pueden requerir una histerectomía:[cita requerida]
- Endometriosis grave (que no haya mejorado con otros tratamientos)
- Hemorragias o desgarros durante el parto
- Cáncer de útero, ovarios o trompas
- Placenta percreta
- Embarazo molar
- Abortos mal practicados
- Pólipos uterinos
- Fibromas uterinos
- Sangrado intenso
- Prolapso uterino, (que no haya mejorado con otros tratamientos, o cuando la persona no desea tener hijos)

## Procedimiento quirúrgico

Representación esquemática de la medida de los diferentes tipos de histerectomía.

Existen tres técnicas de histerectomía:
- Histerectomía abdominal: se realiza a través de una incisión media infra umbilical en el abdomen, por donde se retira el útero.[7]
- Histerectomía vaginal: se realiza con una operación a través de la vagina, por donde se retira el útero.
- Histerectomía laparoscópica: se realiza a través de una operación quirúrgica llamada laparoscopia, mediante pequeños orificios en el abdomen de unos 5 a 10 mm. Posteriormente se retira bien por la vagina o por partes a través de los mismos orificios creados en el abdomen.[8]

## Procedimientos alternativos
Son otros tipos de tratamientos que en determinadas situaciones pueden evitar una histerectomía:[cita requerida]
- Embolización de las arterias uterinas
- Extirpación del endometrio
- Uso de píldoras anticonceptivas
- Uso de analgésicos
- Uso de un DIU que secrete la hormona progestágeno
- Laparoscopia pélvica